# Otto Schönhagen
Otto Schönhagen (* 8. Oktober 1885 in Krefeld; † 10. Januar 1954 in Koblenz) war ein deutscher Architekt und Politiker (CDU).

## Leben
Schönhagen studierte Architektur an der Technischen Hochschule Darmstadt. Ab 1917 war er in Dresden tätig, bevor er sich 1921 als Architekt in Koblenz niederließ. 1932 wurde er Leiter des Provinzial-Kirchenbauamts in der preußischen Rheinprovinz und war Architekt zahlreicher evangelischer Kirchenbauten wie der Evangelischen Kirche Waldalgesheim.

## Politik
Schönhagen war nach dem Zweiten Weltkrieg Mitbegründer der CDU in Koblenz und Mitglied des Koblenzer Stadtrats. 1946–1949 war er unbesoldeter Beigeordneter und Baudezernent in Koblenz. 1947 gehörte er der Beratenden Landesversammlung des Landes Rheinland-Pfalz an. Er rückte am 2. April 1947 für den ausgeschiedenen Abgeordneten Valentin Schaefer nach.